# Peer-to-peer carsharing
Peer-to-peer carsharing (také znám jako P2P carsharing, peer-to-peer rental nebo person-to-person carsharing) je princip sdílení automobilů mezi lidmi. Majitelé, kteří svůj vůz plně nevytěžují, ho nabízí za poplatek uživatelům, kteří auto nevlastní, nebo z nějakého důvodu potřebují jiné.

## Udržitelnost
Podle statistik stojí průměrný automobil 95 % času zaparkovaný. Cílem sdílení vozů je efektivnější využívání zdrojů a snižování počtu aut v ulicích.

## Peer-to-peer carsharing v ČR
V České republice se sdílení automobilů mezi lidmi věnuje například platforma HoppyGo. Ta propojuje uživatele skrze web a Android či iOS aplikaci.